# テルモリシン
テルモリシンまたはサーモリシン (Thermolysin、EC 3.4.24.27) は、グラム陽性菌Bacillus thermoproteolyticusが生産する、熱に対して安定な中性金属プロテアーゼである。酵素活性には、1つの亜鉛イオンを必要とし、構造安定のために4つのカルシウムイオンを必要とする。テルモリシンは、疎水性アミノ酸を含むペプチド結合を選択的に加水分解する反応を触媒する。しかし、テルモリシンは加水分解の逆反応によるペプチド結合形成にも広く使われている。テルモリシンは、バシラス属が生産する金属プロテアーゼの中で、最も安定である。

## 合成
バシラス属の全ての細胞外プロテアーゼと同様に、テルモリシンは28アミノ酸長のシグナルペプチドから構成されるプレプロ酵素として最初に生産され、その後、204アミノ酸長のプロ酵素、316アミノ酸長の成熟酵素となる。シグナルペプチドは、プレプロ-テルモリシンが細胞膜に移動するためのシグナルとなる。ペリプラズム内で、プレプロ-テルモリシンはシグナルペプチダーゼの作用によってプロ-テルモリシンに加工される。この配列はシャペロンとして働き、ペプチド結合を自己切断して成熟テルモリシンとなる。その後、成熟テルモリシンは、細胞外に分泌される。

## 構造
テルモリシンの分子量は、34,600Daである。全体の構造は、2つのほぼ球形のドメインから構成され、2つのドメインを分ける中央に深い溝が走っている。それぞれのドメインの二次構造はかなり異なっており、N末端側のドメインはほぼ平行βシートで構成されているが、C末端側のドメインはほぼαヘリックスで構成されている。これらの2つのドメインは、137番目から151番目のアミノ酸残基で構成される中央のαヘリックスによって繋がれている 。
大部分のタンパク質が加熱や変性によって構造変化するのに対し、テルモリシンは少なくとも70℃まではほとんど構造が変化しない。TLPファミリーのタンパク質の熱安定性は、T50温度で測定される。この温度では、30分間置くことで酵素活性は半分に減少する。テルモリシンのT50値は86.9℃で、TLPファミリーの中では最も熱安定性が高い。熱安定性へのカルシウムの寄与の研究によって、熱不活性化の際、1つのカルシウムイオンが分子から放出されることが明らかになった。結合部位に変異を起こしてこのカルシウムが結合しないようにすると、テルモリシンの安定性は7℃も下がった。しかし、カルシウムの結合はテルモリシンの安定性にかなり寄与しているものの、安定性にとってより重要なのは、タンパク質の表面に位置する、N末端側ドメインのアミノ酸の小さな塊である。特に、63番目の位置にあるフェニルアラニンと69番目の位置にあるプロリンは、テルモリシンの安定性に大きく寄与している。Bacillus stearothermophillus の生産するテルモリシンのこれらのアミノ酸をトレオニンやアラニンに置換すると、それぞれ7℃(F63→T)、6.3℃(P69→A)低下し、両方置換されると12.3℃も安定性が低下した。

## 応用
- アスパルテームの合成において、テルモリシンによって反応を触媒すると、より苦みの少ない副生物が生産される[10]。
- Fast parallel proteolysis(FASTpp)アッセイを用いて、細胞溶解液中のタンパク質の安定性を決定できる[11]。